# Saint-Algis
Saint-Algis ist eine französische Gemeinde mit 148 Einwohnern (Stand 1. Januar 2022) im Département Aisne in der Region Hauts-de-France. Sie gehört zum Arrondissement Vervins, zum Kanton Vervins und zum Gemeindeverband Thiérache du Centre.

## Geographie
Die Gemeinde Saint-Algis liegt an der oberen Oise, elf Kilometer nordwestlich von Vervins in der Landschaft Thiérache. Nachbargemeinden von Saint-Algis sind Erloy im Norden, Autreppes im Osten, Haution im Süden, Marly-Gomont im Westen sowie Englancourt im Nordwesten.

## Geschichte
Im siebten Jahrhundert kamen irische Mönche in die Region. Einer von ihnen war Adalgisus, der sich in der Nähe der Oise ansiedelte, wo er als Einsiedler lebte. Seine große Frömmigkeit und sein Ruhm zogen Menschen an, die sich in der Umgebung niederließen, woraus die spätere Gemeinde Saint-Algis entstand.

### Bevölkerungsentwicklung
| Jahr                       | 1962 | 1968 | 1975 | 1982 | 1990 | 1999 | 2006 | 2013 | 2022 |
| Einwohner                  | 257  | 232  | 207  | 182  | 174  | 146  | 155  | 162  | 148  |
| Quellen: Cassini und INSEE |      |      |      |      |      |      |      |      |      |

## Sehenswürdigkeiten
- Wehrkirche Saint-Algis, Monument historique seit 1989[1]

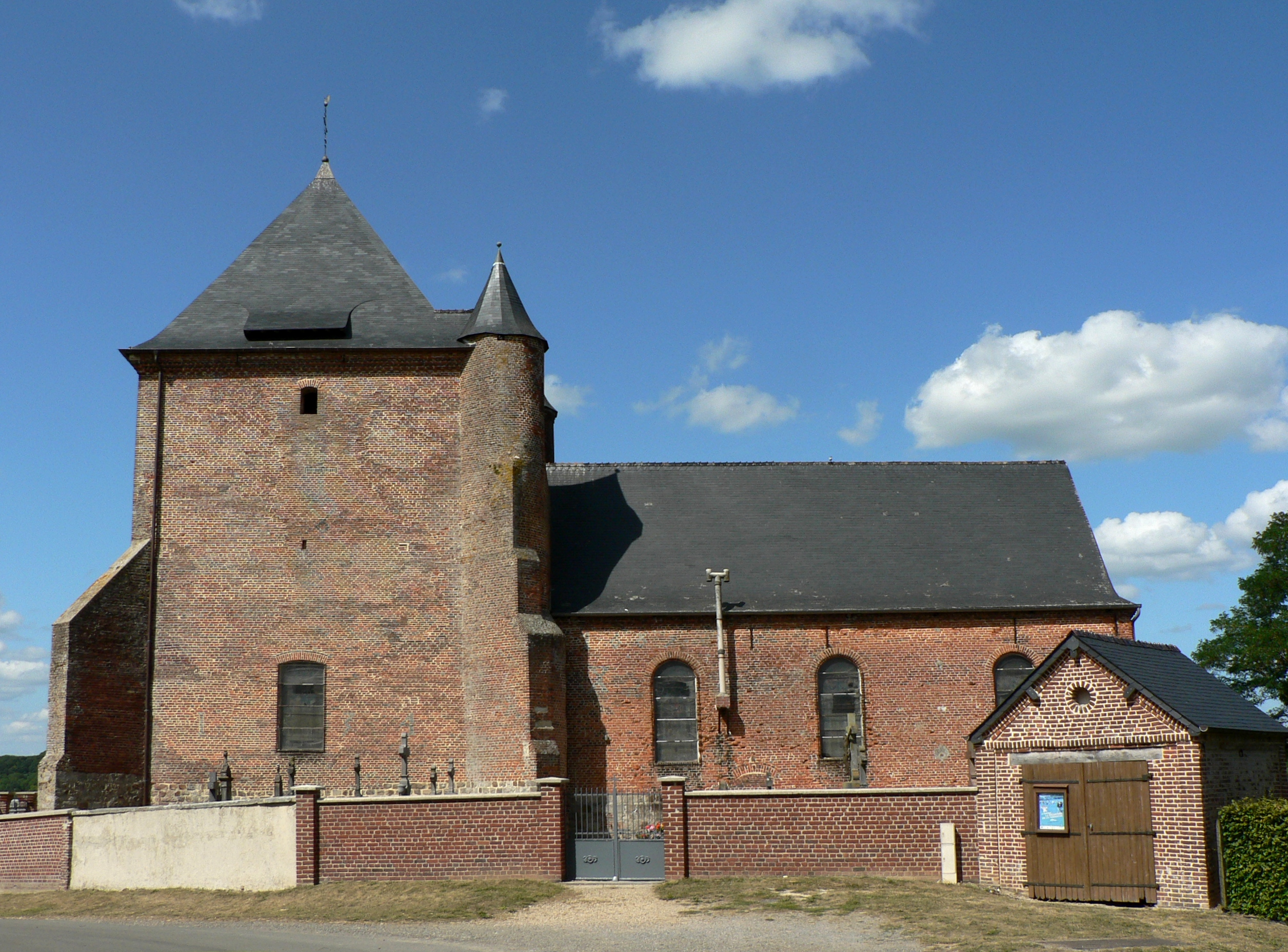
Kirche Saint-Algis
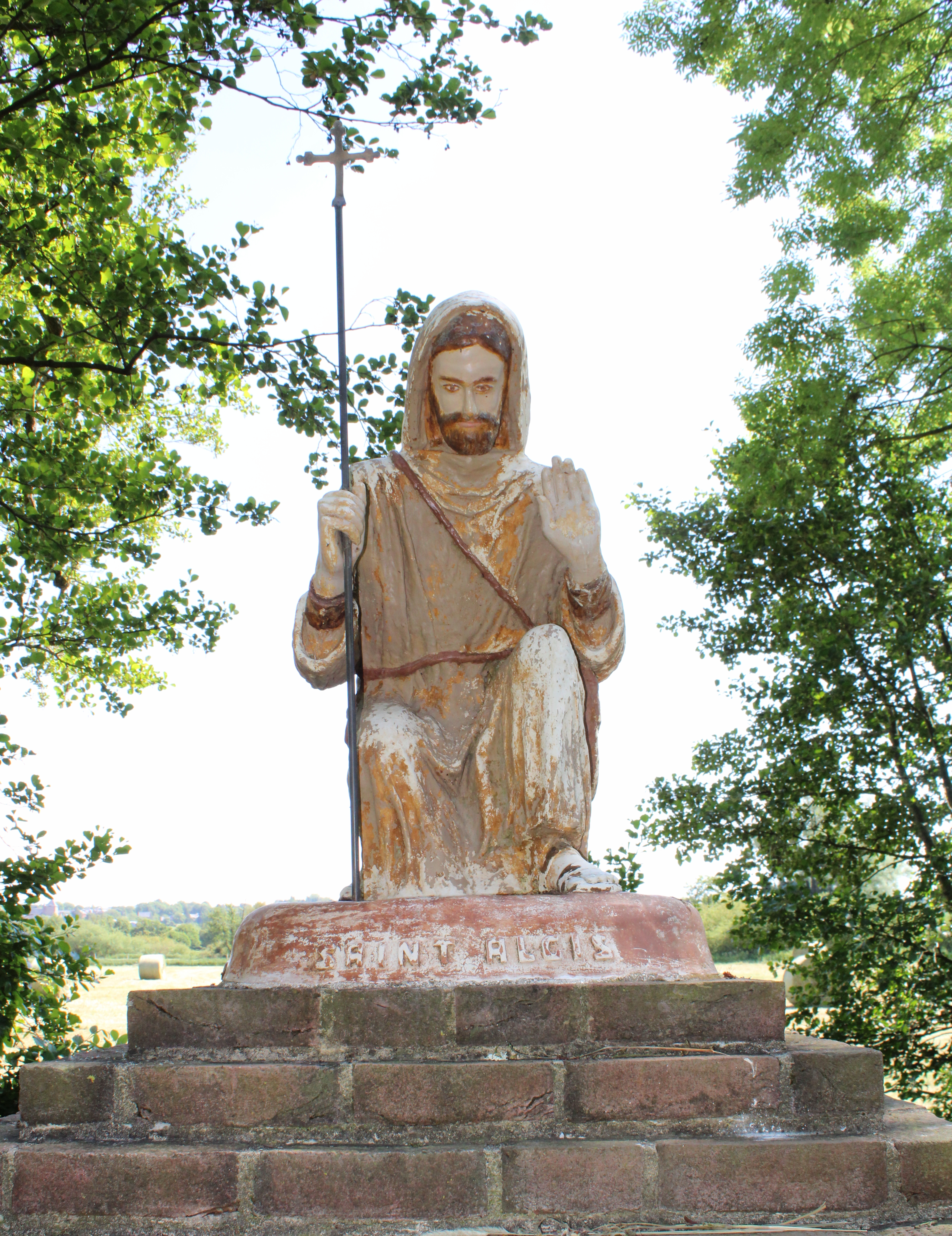
Brunnen
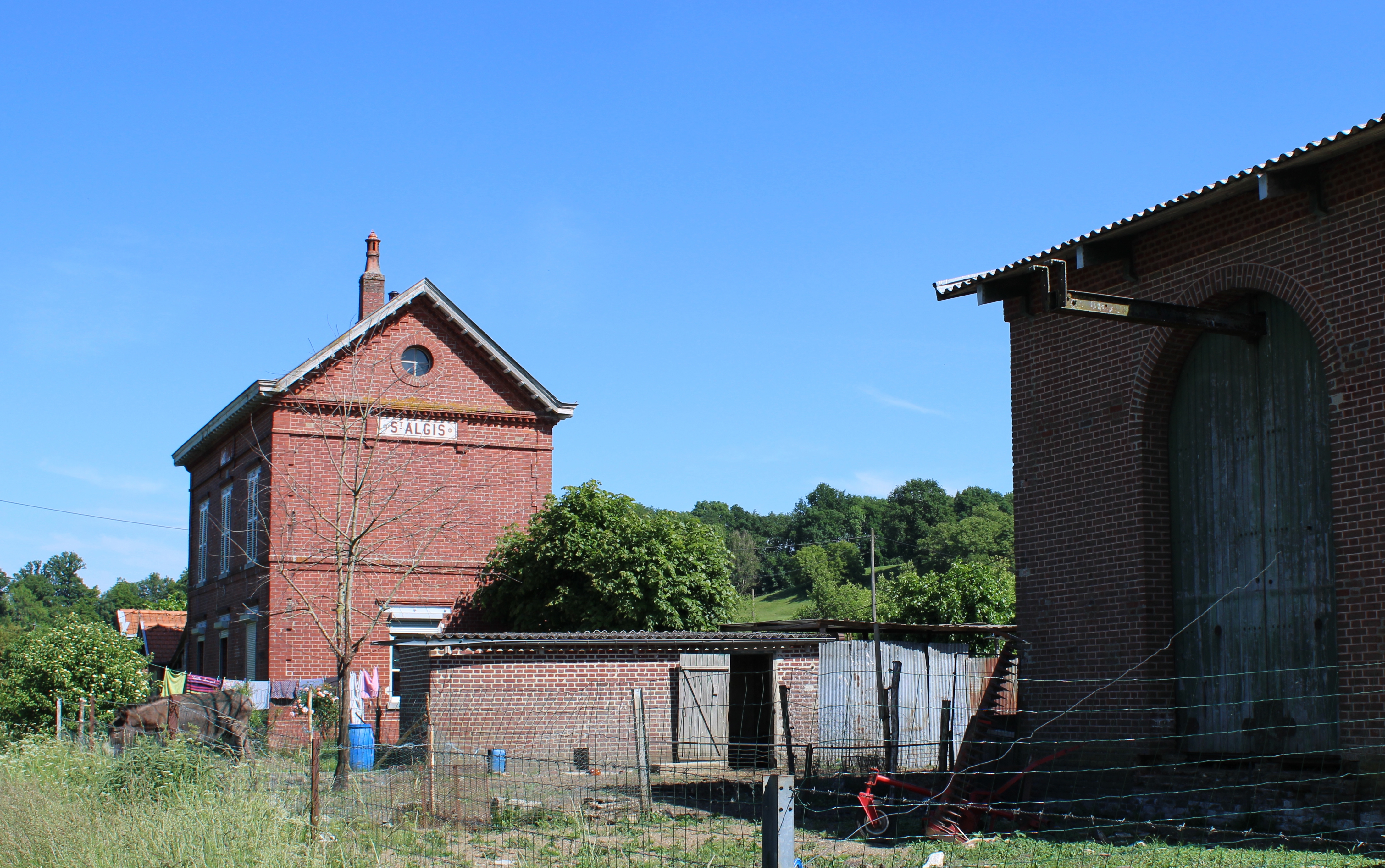
Ehemaliger Bahnhof
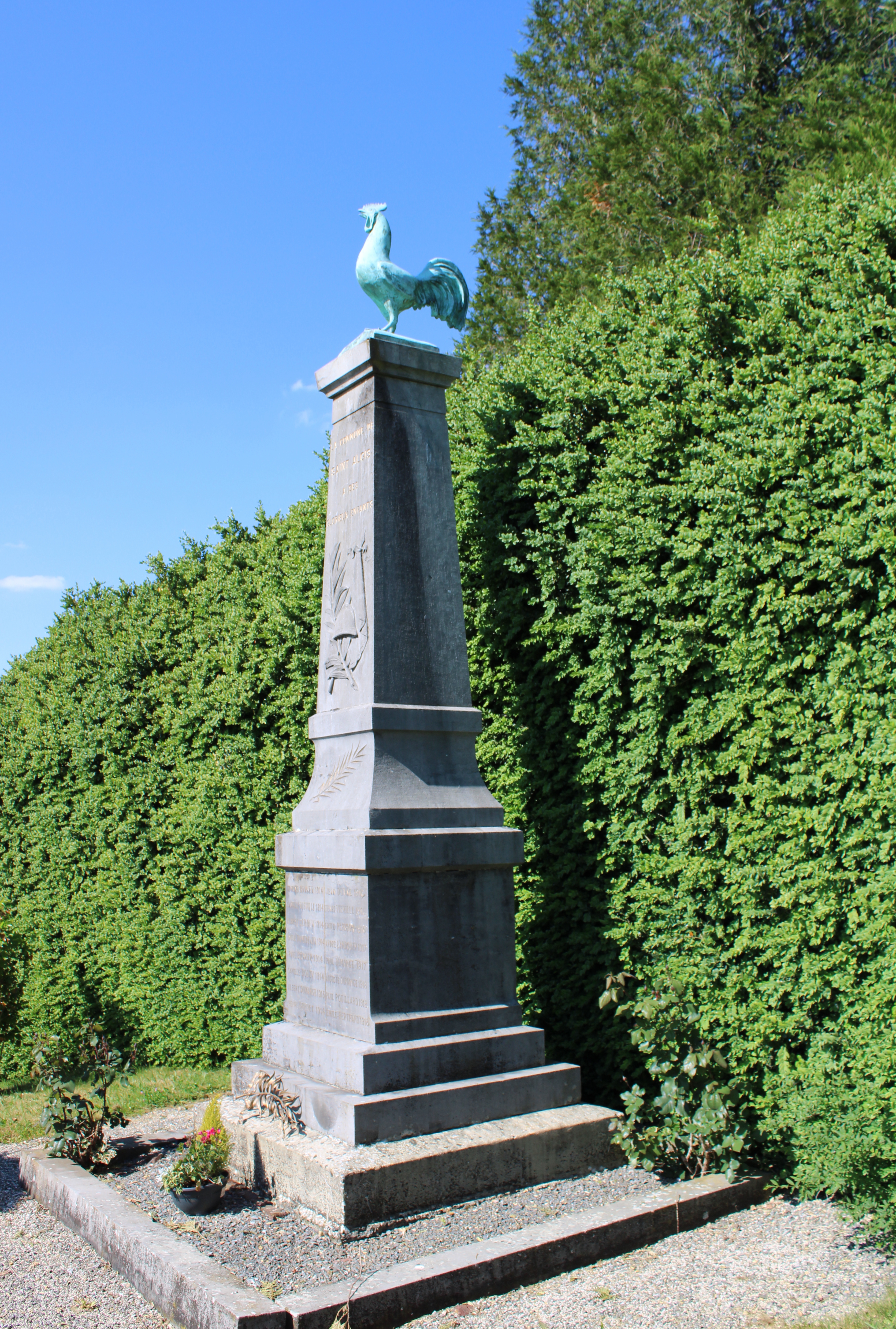
Gefallenendenkmal

## Persönlichkeiten
- Adalgisus († um 670), Priester und Namensgeber des Ortes